# Solomon King Kanform
Solomon King Kanform (* 18. Mai 1998 in Banjul) ist ein gambischer Fußballspieler.

## Karriere

### Verein
Solomon King Kanform erlernte das Fußballspielen in den gambischen Jugendmannschaften des Falcons FC und Lamin United. Von Juli 2014 bis Juni 2017 stand er beim Armed Forces FC in 
Banjul, der Hauptstadt des westafrikanischen Staates Gambia, unter Vertrag. Im Juli 2017 zog es ihn nach Bangladesch. Hier unterschrieb er einen Vertrag beim Sheikh Jamal Dhanmondi Club. Der Verein aus Dhaka spielte in der ersten Liga des Landes, der Bangladesh Premier League. 2018 wurden er und der aus Nigeria stammende Raphael Onwrebe mit 15 Toren Torschützenkönig der Liga. Bei Sheikh Jamal stand er bis Mitte Januar 2018 unter Vertrag. Bis Anfang Juli 2018 war er vertrags- und vereinslos. Am 3. Juli 2018 nahm ihn sein ehemaliger Verein Sheikh Jamal wieder unter Vertrag.

## Auszeichnungen
Bangladesh Premier League
- Torschützenkönig: 2018